# Pseudoeriopsylla nyasae
Pseudoeriopsylla nyasae är en insektsart som beskrevs av Robert Newstead 1911. Pseudoeriopsylla nyasae ingår i släktet Pseudoeriopsylla och familjen Homotomidae. Inga underarter finns listade i Catalogue of Life.